# Paul Nuttall
Paul Andrew Nuttall (født 30. november 1976) er siden 2010 britisk medlem af Europa-Parlamentet, valgt for UK Independence Party (indgår i parlamentsgruppen Europa for frihed og demokrati).